# Meyerozyma guilliermondii
Meyerozyma guilliermondii är en svampart som först beskrevs av Wick., och fick sitt nu gällande namn av Kurtzman & M. Suzuki 20 10. Meyerozyma guilliermondii ingår i släktet Meyerozyma och familjen Debaryomycetaceae.   Inga underarter finns listade i Catalogue of Life.